# Národní park Theodore Roosevelt
Národní park Theodore Roosevelt (anglicky Theodore Roosevelt National Park) je národní park na západě Severní Dakoty ve Spojených státech amerických. Nachází se na severozápadě Velkých planin. Skládá ze tří oddělených částí: Severní části, Jižní části a Elkhornova ranče. Všemi třemi částmi protéká řeka Little Missouri. Park je pojmenován po 26. prezidentovi Spojených států Theodore Rooseveltovi. Krajinu tvoří tzv. badlandy, lesy (především jalovcové), prérie a záplavové roviny.